# Suhpalacsa inconspicuus
Suhpalacsa inconspicuus is een insect uit de familie van de vlinderhaften (Ascalaphidae), die tot de orde netvleugeligen (Neuroptera) behoort. 
Suhpalacsa inconspicuus is voor het eerst wetenschappelijk beschreven door McLachlan in 1871.